# Jo Jo White
Jo Jo White, Joseph Henry White (Saint Louis, Missouri, 1946. november 16. – Boston, Massachusetts, 2018. január 16.) olimpiai bajnok amerikai kosárlabdázó.

## Pályafutása
Az 1968-as mexikóvárosi olimpián aranyérmet nyert az amerikai válogatottal.
1969 és 1979 között az NBA-ban játszott. 1969 és 1979 között a Boston Celtics csapatában szerepelt és két NBA-bajnoki címet szerzett az együttessel. 1971 és 1977 között hét alkalommal választottak az NBA All-Star csapatába.
1979 és 1980 között a Golden State Warriors, 1980 és 1981 között a Kansas City Kings játékosa volt.

## Sikerei, díjai
- Olimpiai játékok
  - aranyérmes: 1968, Mexikóváros
- NBA
  - bajnok: 1974, 1976